# آرما، بنبریج و کریگ‌آوون
آرما، بنبریج و کریگ‌آوون (به انگلیسی: Armagh) یک منطقهٔ مسکونی در بریتانیا است که در ایرلند شمالی واقع شده‌است.